# Carthamus tinctorius
Carthamus tinctorius L., 1753, noto con i nomi comuni di cartamo o zafferanone, è una pianta, angiosperma dicotiledone, appartenente alla famiglia delle Asteraceae.

## Etimologia
Il nome del genere (Carthamus) deriva da un termine arabo: "quartom", "qurtum" o "qurtom" (= zafferano) e si riferisce al colore giallo dei fiori delle piante di questo genere e al concetto in generale di “tingere” derivato da alcune caratteristiche delle sue specie. L'epiteto specifico (tinctorius = "usato nella tintura") si riferisce all'impiego delle antere come colorante.

Il binomio scientifico della pianta di questa voce è stato proposto da Carl von Linné (1707 – 1778) biologo e scrittore svedese, considerato il padre della moderna classificazione scientifica degli organismi viventi, nella pubblicazione "Species Plantarum 2: 830" del 1753.

## Descrizione

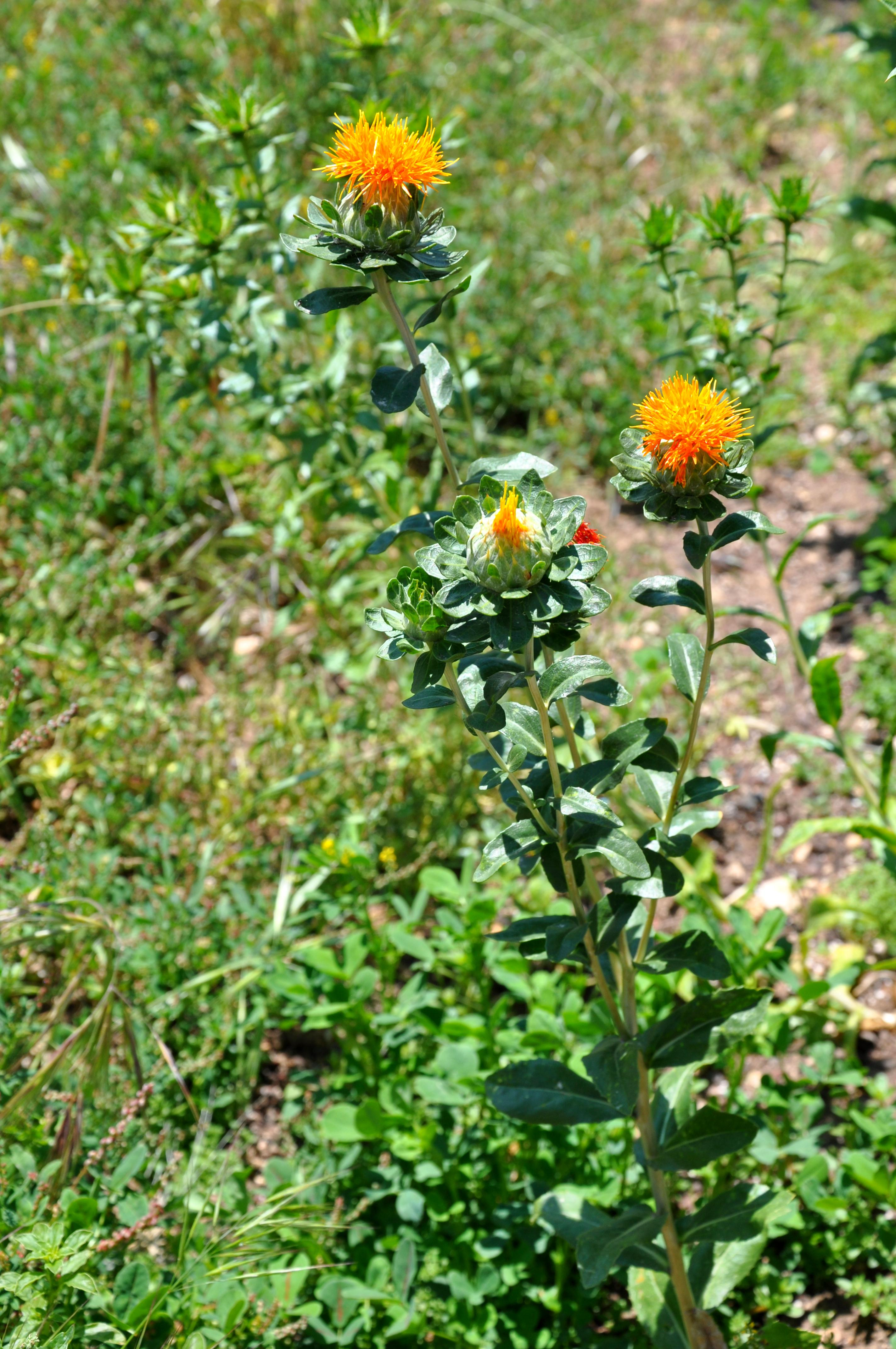
Il portamento

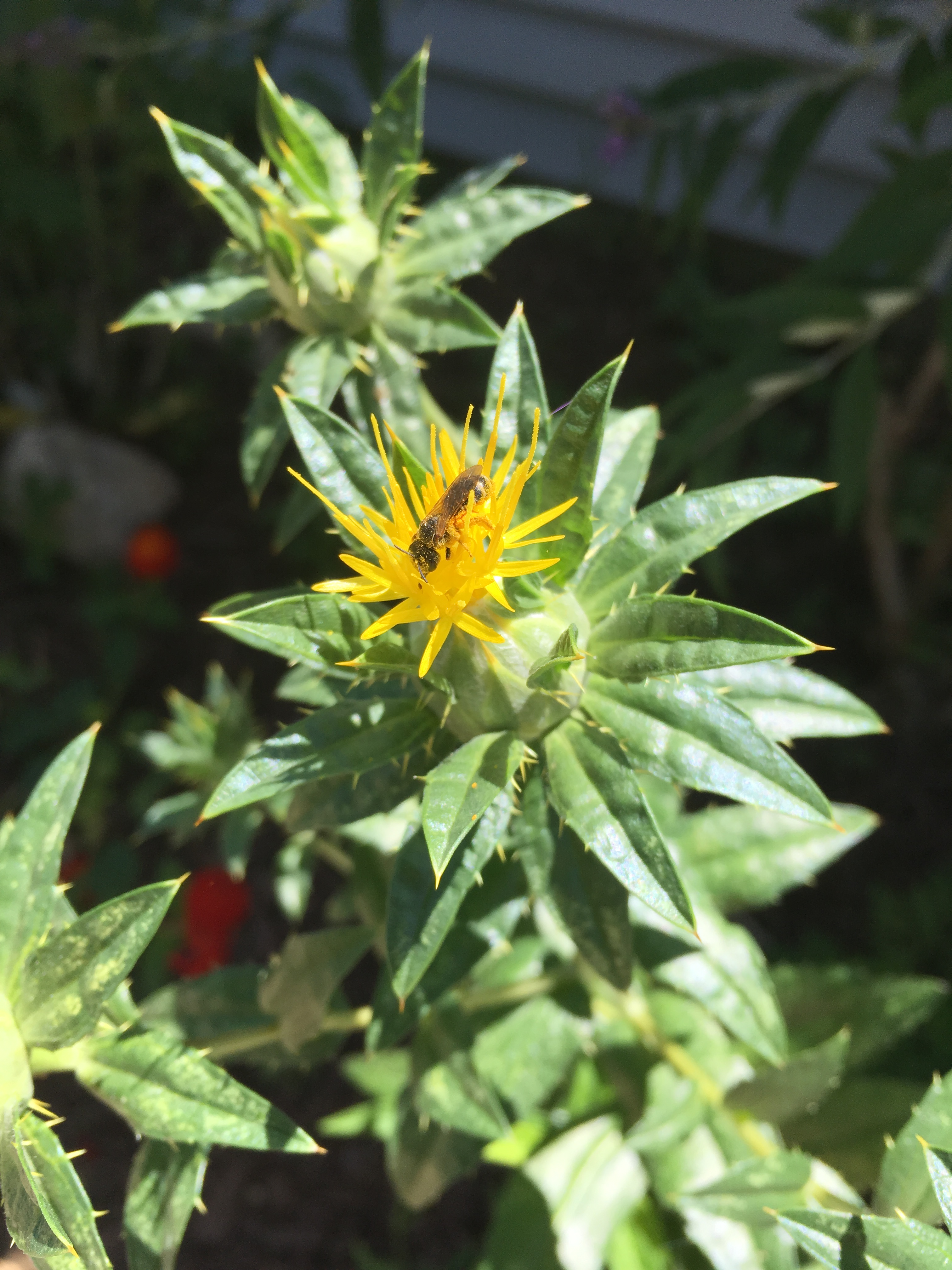
Le foglie

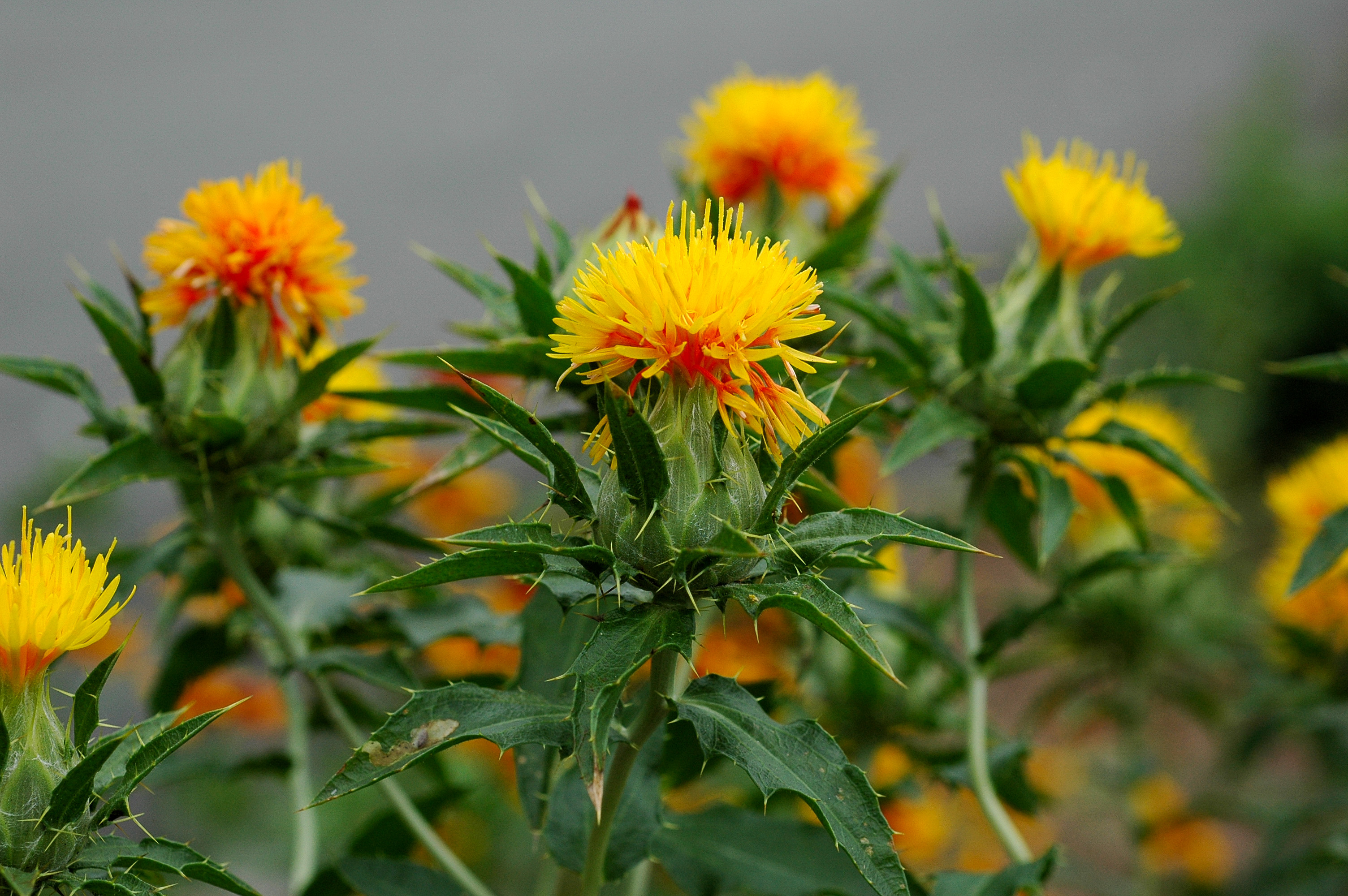
Infiorescenza

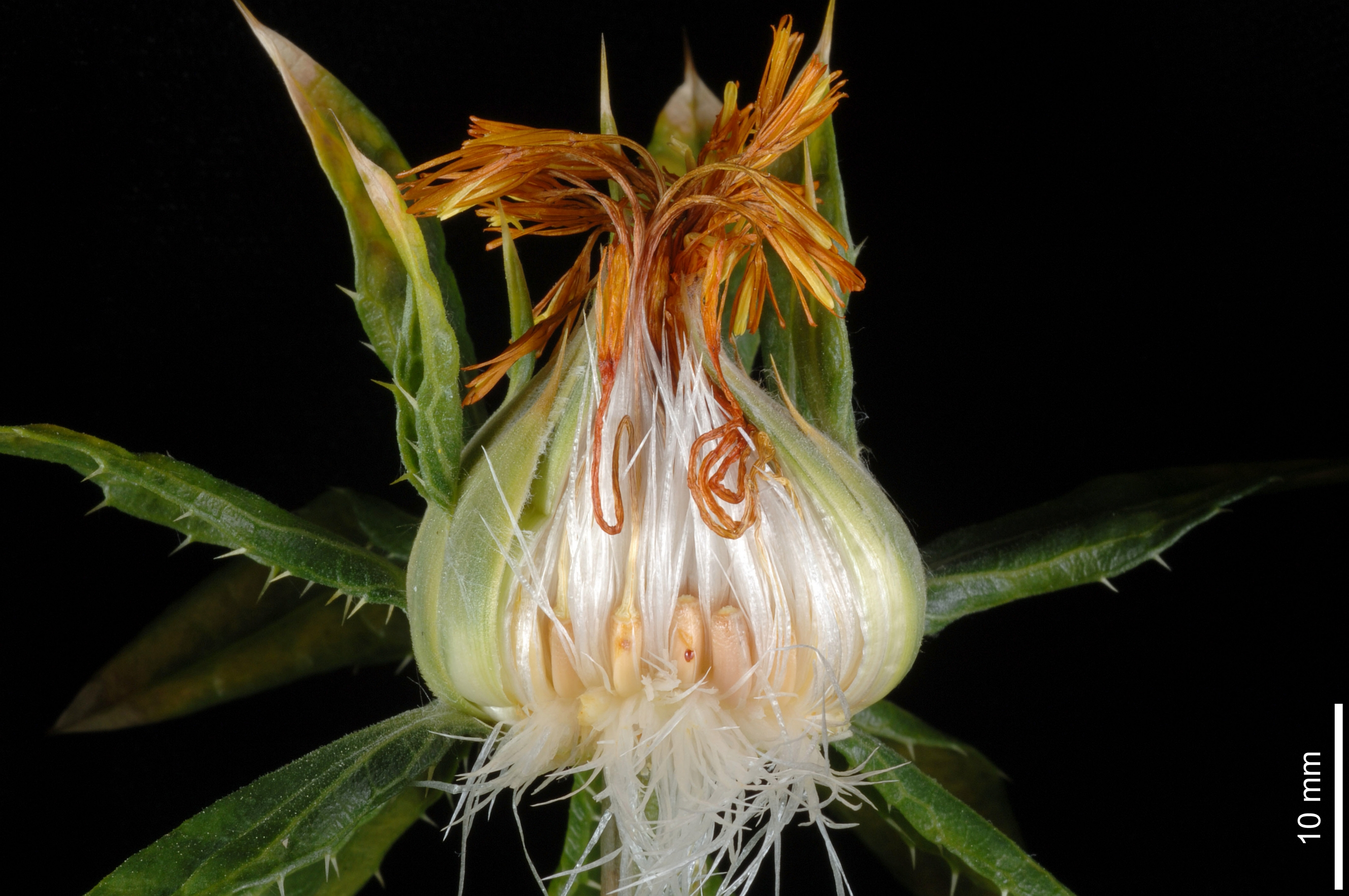
I fiori

Il cartamo è una specie annuale, che raggiunge un'altezza di 1-1,4 m. La forma biologica è terofita scaposa (T scap), ossia in generale sono piante erbacee che differiscono dalle altre forme biologiche poiché, essendo annuali, superano la stagione avversa sotto forma di seme e sono munite di asse fiorale eretto e spesso privo di foglie.

### Radice
La radice è tipicamente fittonante, molto profonda (1-1,5 m).

### Fusto
La parte aerea del fusto è eretta e glabra; la superficie è lucida e biancastra; è ramoso nella parte apicale.

### Foglie
Le foglie, tutte cauline e disposte in modo alterno, hanno un contorno da ovato-lanceolate a lanceolate con bordi dentati e spinulosi; sono sessili; la superficie è glabra ma percorsa da nervi reticolati; la colorazione è verde scuro. Le foglie superiori sono bratteali (sottendono il capolino) con forme lanceolate e portamento patente. Dimensioni delle foglie: larghezza 3 – 6 cm; lunghezza 9 – 15 cm.

### Infiorescenza
Le infiorescenze sono formate da capolini da ovoidali a piriformi, isolati e all'apice dei rami. I capolini sono formati da un involucro ovoidale composto da diverse brattee (o squame) spinose e intere disposte in modo embricato e scalato all'interno delle quali un ricettacolo setoloso fa da base ai fiori. Le brattee esterne sono fogliacee (circondano ampiamente il capolino) e sono lunghe il doppio di quelle interne. Le brattee possiedono una appendice erbacea ellittica terminante con una spinula. Diametro dei capolini: 2 – 4 cm.

### Fiore
I fiori (100 per capolino) sono tutti del tipo tubuloso (il tipo ligulato, i fiori del raggio, presente nella maggioranza delle Asteraceae, qui è assente), sono tetra-ciclici (sono presenti 4 verticilli: calice – corolla – androceo – gineceo) e pentameri (ogni verticillo ha 5 elementi).
- Formula fiorale:

- /x K {\displaystyle \infty }, [C (5), A (5)], G 2 (infero), achenio

- Calice: i sepali del Calice sono ridotti ad una coroncina di squame.
- Corolla: la corolla è tubulosa con 5 lacinie terminali (la gola si espande improvvisamente), ed è colorata di rosso-aranciata; la lacinie della corolla sono papillose. Lunghezza della corolla: 20 – 30 mm.
- Androceo: gli stami sono 5 con filamenti liberi, mentre le antere (colorate dal giallo al rosso) sono saldate in un manicotto (o tubo) circondante lo stilo. Il polline normalmente è tricolporato a forma più o meno sferica ed è colorato di giallo o rosso.
- Gineceo: gli stigmi dello stilo sono due divergenti; l'ovario è infero uniloculare formato da 2 carpelli.
- Fioritura: da luglio a settembre.

### Frutti
I frutti sono degli acheni colorati di chiaro con pappo. La forma degli acheni è prismatica a 4 angoli ottusi; la superficie è ruvida. Il pappo è assente nei fiori periferici, altrimenti è formato da brevi brattee (più piccole dell'achenio). Lunghezza dell'achenio: 6 – 8 mm. Lunghezza del pappo: 1 – 5 mm.

## Biologia
- Impollinazione: l'impollinazione avviene tramite insetti (impollinazione entomogama).
- Riproduzione: la fecondazione avviene fondamentalmente tramite l'impollinazione dei fiori (vedi sopra).
- Dispersione: i semi cadendo a terra (dopo essere stati trasportati per alcuni metri dal vento per merito del pappo – disseminazione anemocora) sono successivamente dispersi soprattutto da insetti tipo formiche (disseminazione mirmecoria).

A fecondazione avvenuta (prevalentemente autogama) gli ovari dei fiori evolvono in acheni di colore bianco brillante che a maturità hanno un contenuto di acqua del 9%-10% ed uno di olio del 38%-40%.

## Distribuzione e habitat
- Geoelemento: il tipo corologico (area di origine) è "Asiatico Temperato".
- Distribuzione: in Italia questa specie si trova al Nord e al Centro.
- Habitat: l'habitat preferito per queste piante le aree incolte e lungo le vie. Il Carthamus tinctorius è una pianta spontanea e infestante (se coltivata è cosmopolita), cresce selvatica sia in climi continentali che caldi o costieri; viene anche coltivata, per estrarre dai semi l'olio di cartamo e dai fiori la cartamina, un colorante per cibi dall'aroma e dal sapore che ricorda un po' quelli dello zafferano.
- Distribuzione altitudinale: sui rilievi, in Italia, queste piante si possono trovare fino a 600 m s.l.m..

## Tassonomia
La famiglia di appartenenza di questa voce (Asteraceae o Compositae, nomen conservandum) probabilmente originaria del Sud America, è la più numerosa del mondo vegetale, comprende oltre 23.000 specie distribuite su 1.535 generi, oppure 22.750 specie e 1.530 generi secondo altre fonti (una delle checklist più aggiornata elenca fino a 1.679 generi). La famiglia attualmente (2021) è divisa in 16 sottofamiglie.
La tribù Cardueae (della sottofamiglia Carduoideae) a sua volta è suddivisa in 12 sottotribù (la sottotribù Centaureinae è una di queste).

### Filogenesi
La classificazione della sottotribù Centaureinae rimane ancora problematica e piena di incertezze. Il genere di questa voce è inserito nel gruppo tassonomico informale "Carthamus Group". La posizione filogenetica di questo gruppo nell'ambito della sottotribù è vicina al "core" della sottotribù e dagli ultimi studi risulta essere più o meno il "gruppo fratello" del genere Centaurea (Centaurea Group).
Il genere Carthamus, con 45 specie (sette nella flora spontanea italiana), è a capo del gruppo "Carthamus Goup" Lopez Gonzalez, 1990 Questo gruppo è caratterizzato da un habitus erbaceo (raramente arbustivo) con cicli biologici annuali o perenni; la maggior parte delle specie sono ricoperte di spine; le foglie hanno una lamina a contorno pennato (raramente sono intere); i capolini sono omogami; gli acheni hanno delle forme compresse con superficie molto dura è spesso glabra; qualche volta gli acheni sono dimorfi; il pappo è doppio, persistente e qualche volta connato in un anello basale.
Il numero cromosomico di C. tinctorius è: 2n = 24.

### Sinonimi
Sono elencati alcuni sinonimi per questa entità:
- Calcitrapa tinctoria (L.) Röhl.
- Carduus tinctorius  (L.) Falk
- Carthamus glaber  Burm.f.
- Carthamus tinctorius var. spinosus  Kitam.
- Centaurea carthamus  E.H.L.Krause

## Coltivazione
La semina nelle aree marginali nell'Italia meridionale e peninsulare può essere fatta in autunno purché le temperature non scendano sotto i -7 °C, che segna la soglia di sopravvivenza delle piantine allo stato di rosetta.
È preferibile la semina autunnale, in quanto, anche se la coltura è molto resistente all'aridità, le risparmia siccità estiva. La semina si fa a righe distanti da 0,30 a 0,45 m con circa 25 kg ad ettaro per assicurare 50 piante per metro quadrato.

La raccolta si fa a luglio-agosto, alcune settimane più tardi del frumento, quando le piante sono disseccate fin quasi al piede e la granella non ha più del 10% di acqua. Si attua con mietitrebbiatrice.
Nelle regioni siccitose, dove il cartamo potrebbe trovare impiego, le rese conseguibili sono di 1,5-2 t all'ettaro.

## Usi

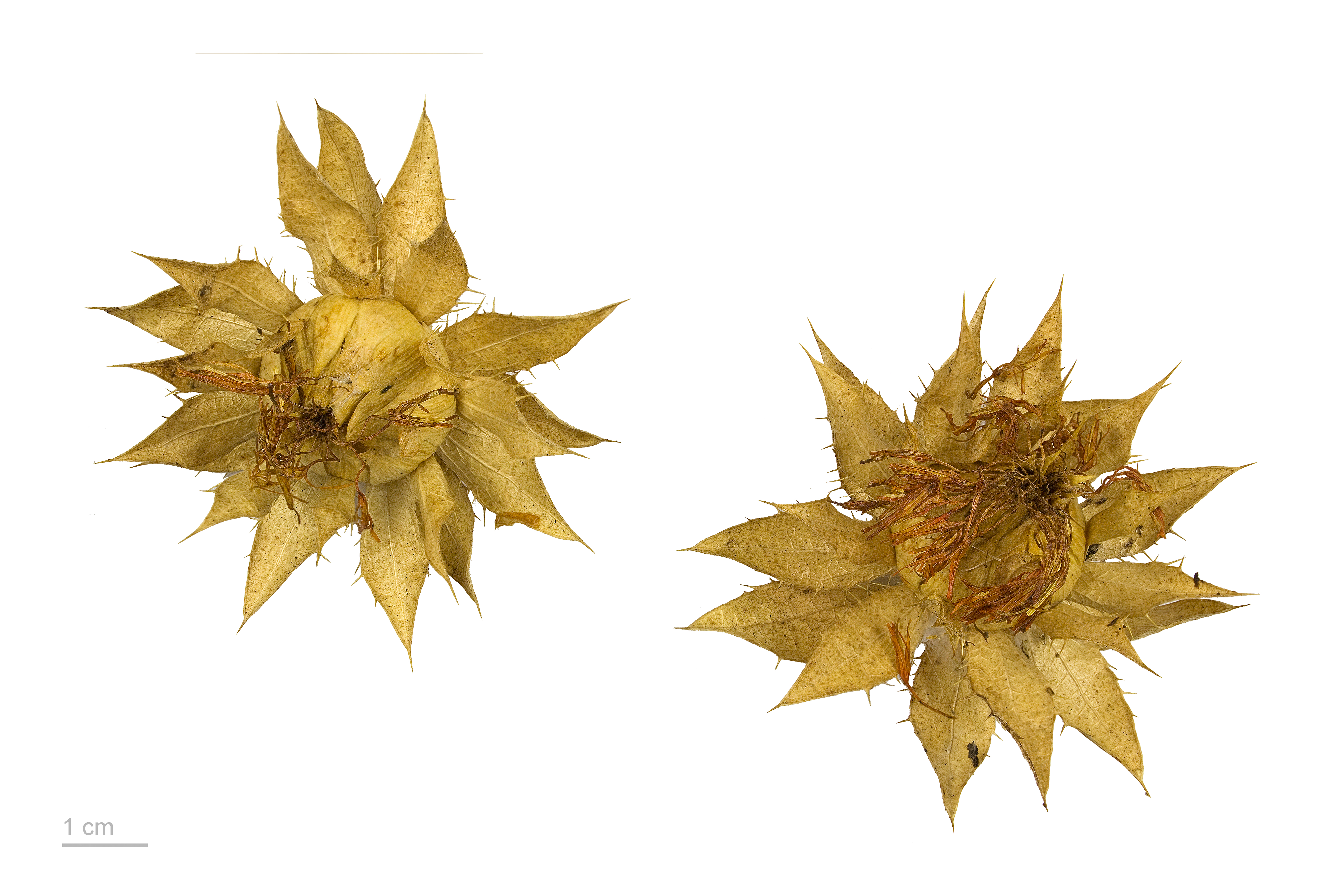
Carthamus tinctorius

- Il cartamo (Carthamus tinctorius L.) è assai variegato geneticamente, per cui nel tempo i ricercatori sono riusciti a selezionare diverse varietà da destinare agli usi più vari. Il merito è da attribuire a diversi alleli per genotipi AA[cosa sarebbero AA?] ; comunque a iniziare gli studi su questa oleaginosa è stato il prof. Paul Knowles (1965) dell'Università di Davis in California[fornire riferimenti agli articoli]. Nel tempo le sementi sono state selezionate per soddisfare i requisiti dei vari settori. All'industria alimentare sono destinate le varietà che producono un olio particolarmente ricco in acido oleico. L'industria delle vernici e delle resine preferisce invece un olio ricco in acido linoleico, per le proprietà siccative di questo polinsaturo, capostipite degli acidi grassi omega-6. All'industria dolciaria possono essere conferiti semi decorticati per la produzione di farine ricche di proteine, mentre dai semi non decorticati possiamo ricavare una farina in cui si ravvisa una buona fonte alimentare da utilizzare nelle razioni per il bestiame[24][25][26][27][28]. Una curiosità: le percentuali di acido oleico nell'olio di cartamo sono le più alte in assoluto tra tutti gli oli vegetali.

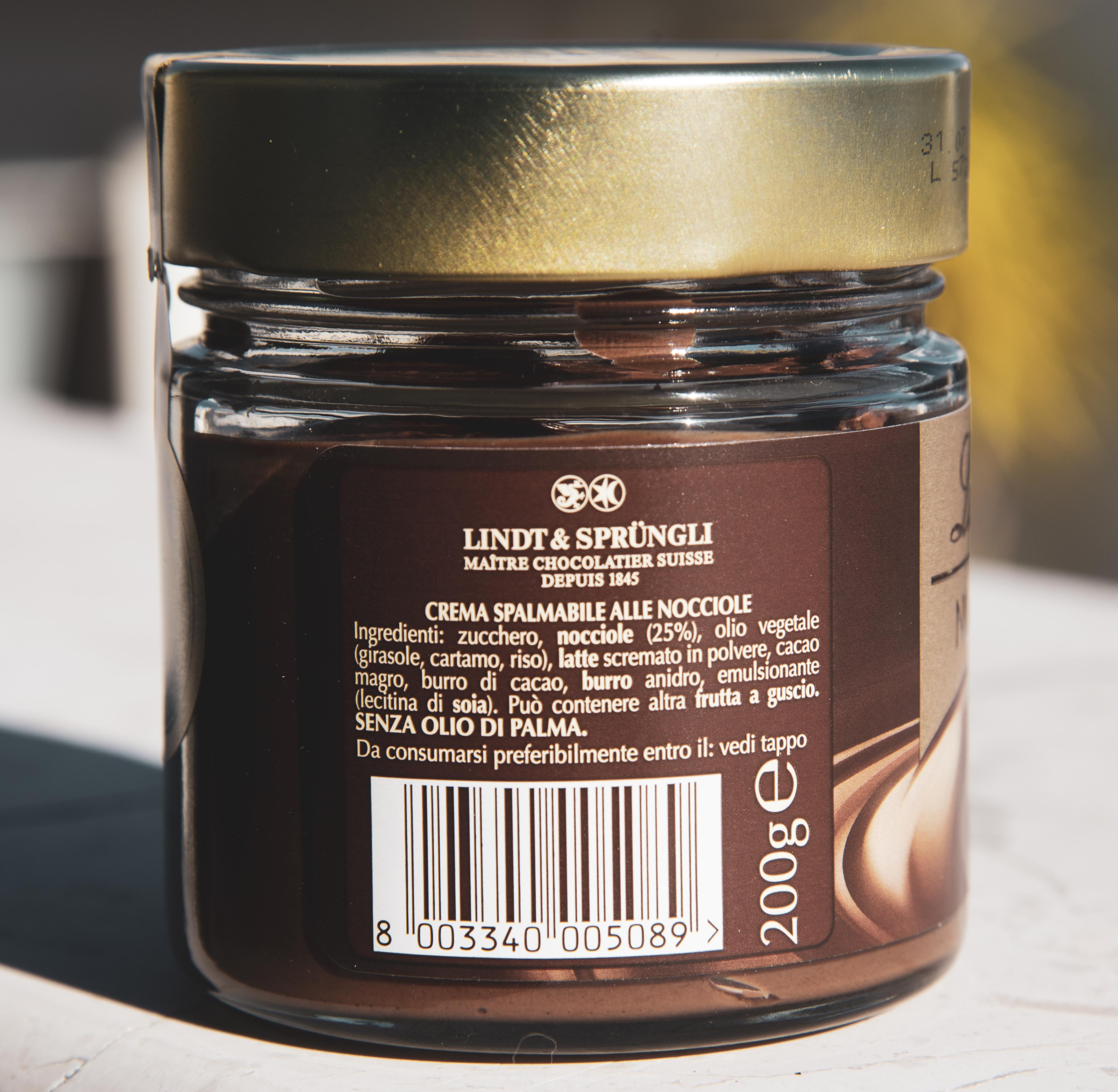
Crema di cioccolato di una nota azienda internazionale del settore. Grazie alla sua variabilità genetica il cartamo (Carthamus tinctorius L.) presenta delle varietà ad alto contenuto oleico il che gli permette di essere usato anche nel comparto alimentare umano.

- Crema di cioccolato di una nota azienda internazionale del settore. Grazie alla sua variabilità genetica il cartamo (Carthamus tinctorius L.) presenta delle varietà ad alto contenuto oleico il che gli permette di essere usato anche nel comparto alimentare umano. Attualmente il cartamo ha importanza soprattutto come pianta oleifera; il suo interesse per l'Italia è solo potenziale. L'olio di cartamo si estrae dai semi che ne sono composti al 60%. L'olio contiene il 75% di acido omega 6 (acido linoleico) e vitamina K. L'olio di cartamo è utilizzato per produrre margarine speciali vitaminizzate e dal 2019 quale componente grasso per arricchire creme di cioccolato spalmabili. È indicato come rigenerativo della pelle.
- L'utilizzo in pittura è piuttosto recente: si usa l'olio estratto dalla pianta per far essiccare i colori lentamente. Un vantaggio è che ammorbidisce e fluidifica i colori; inoltre, essendo solo debolmente paglierino e non essendo soggetto all'ingiallimento nel tempo, viene raccomandato per colori bianchi e quelli molto tenui o tonalità pastello.
- In cucina le antere, intere o in polvere, di cartamo vengono usate come succedaneo economico dello zafferano, il suo sapore è piuttosto lieve mentre il colore è intenso.
- La proprietà di questa spezia di far coagulare il latte e rendere consistenti creme e budini viene sfruttata solo nell'industria.
- Come colorante viene usato nella fabbricazione di belletti e rossetti.
- La tradizione popolare attribuisce alla pianta il potere di prolungare vigore fisico, agilità mentale e attività sessuale.
- Nel Medioevo alle persone non più giovani si somministrava ogni giorno un infuso di cartamo; la stessa usanza è ancora in auge in India e in Africa. In Bhutan lo si usa assieme alle radici di Cinnamomum tamala per preparare la tisana Tsheringma. Per preparare l'infuso, si mettono 2 g di cartamo in una tazza di acqua bollente, poi si filtra; si beve con l'aggiunta di miele.
- L'estratto di cartamo si sta diffondendo come colorante nei prodotti alimentari anche grazie al regolamento europeo 1333/2008, che a partire dal 2010 impone che nei prodotti contenenti il colorante tartrazina (ad esempio nelle bibite gassate tipo cedrata) è obbligatorio l'avviso “Può influire negativamente sull'attività e l'attenzione dei bambini”.[29]